# Toni Doblas
Antonio Doblas Santana (Bellavista, 1980. augusztus 5.) spanyol labdarúgókapus, aki jelenleg az Helsingin JK kapusa.

## Pályafutása
1997-ben került a Real Betis akadémiájára, onnan 1999-ben a tartalékcsapatba került, ahol 4 évig volt. Csapata első számú hálóőre volt, majd kölcsönbe került a Real Betis játékosaként a Xerez CD csapatához. Itt 4 mérkőzésen védett a Segunda Divisiónben. Miután lejárt a kölcsön szerződése visszatért a Betis csapatába Pedro Contreras és Antonio Prats Cervera társaságában.
2004. október 24-én debütált a Getafe CF ellen 2-0-ra megnyert bajnoki mérkőzésen. A szezon hátralévő mérkőzésén kezdőjátékos lett. Szerepelt a Spanyol labdarúgókupa döntőjében, amit 2-1-re megnyertek az CA Osasuna ellen. 2005 augusztusában aláírta élete első profi szerződését 25 évesen.
Az UEFA-bajnokok ligájában az AS Monaco FC ellen mind a két mérkőzést végig védte és 3-2-es összesítéssel mentek tovább. 2008 júniusában elszerződött a Real Zaragoza csapatához. 2008 szeptemberében egy évre majdnem aláírt a görög PAE ASZ Árisz Theszaloníkisz csapatához, de az üzlet meghiúsult és visszatért Spanyolországba a SD Huesca együtteséhez.
2010 július 9-én visszatért a Real Zaragoza csapatához 3 szezonra. Leo Franco érkezésével kiszorult a kapuból és kölcsönbe visszatért a Xerez csapatához.
2013 januárjában 18 hónapos szerződést írt alá az Azeri bajnokságban szereplő Xəzər Lənkəra csapatához. 2014 Február 27-én harmadszámú kapusnak szerződtette a Seria A-ban szereplő SSC Napoli együttese.

## Sikerei, díjai
- Real Betis:
  - Spanyol kupa: 2004–05
- SSC Napoli:
  - Olasz kupa: 2013–14
- Helsingin JK:
  - Finn bajnok: 2014
  - Finn kupa: 2014